# Adons
Adons és un poble de la comarca de l'Alta Ribagorça. Pertany al terme municipal del Pont de Suert. Antigament pertanyia al terme municipal de Viu de Llevata. Té 6 habitants.
Es troba a 1.356,3 m d'alçada, en plena vall d'Adons, al nord de la serra de Sant Gervàs. S'hi accedeix des de la N-260, al sud-est de Viu de Llevata: una pista cap al sud-est, asfaltada el primer tram, hi mena.
L'església de Sant Vicenç d'Adons havia estat parroquial, i havia arribat a tenir permanentment tres capellans. Cal afegir que l'església tenia un notable sagrari de fusta daurada que es conserva al Museu Diocesà de Lleida. La parròquia de Sant Vicenç d'Adons pertany al bisbat de Lleida, pel fet d'haver pertangut, a l'edat mitjana, al bisbat de Roda de Ribagorça. Forma part de la unitat pastoral 24 de l'arxiprestat de la Ribagorça, i és regida pel rector del Pont de Suert.
Malgrat que està documentada des d'època romànica, l'actual temple no conserva res del primitiu edifici medieval.

## Història
El seu castell és citat ja el 961, i el seu domini anà lligat amb el del castell de Viu de Llevata. Passà al domini dels barons d'Erill. A penes hi ha restes del castell: al capdamunt de la roca que domina el poble d'Adons, només al costat sud del turó resta un doble mur de maçoneria.
El 1381, el lloc tenia 6 focs (cases, uns 30 habitants), en el Fogatge del 1553 hi consten 10 focs (unes 50 persones); i el 1787 Adons i Abella d'Adons, conjuntament, tenien 80 habitants.
Fins al 1831, any d'extinció dels senyorius, Adons pertangué als barons, després comtes, d'Erill.
Pascual Madoz inclou en el seu Diccionario geográfico... del 1845 un article sobre Adons y Abella de Adons. Hi diu que és una localitat dividida en dues caseries, distant una de l'altra un quart d'hora, i separades per un profund barranc. A l'est, hi ha la caseria d'Adons, amb 16 cases, i a l'oest, sobre una roca, el d'Abella d'Adons, amb tan sols 5 cases. Tots els edificis, més que cases, són miserables chozas (barraques) d'una sola planta. Els dos nuclis estan ben ventilats, i els seus habitants no pateixen malalties particulars. A l'oest, arrecerant les dues poblacions, s'alça una serra molt alta. Cada nucli té la seva església: Adons, la de sant Vicenç, és la parroquial, i Abella d'Adons té la sufragània, dedicada a santa Eulàlia. En el terme hi ha una ermita dedicada a sant Roc. Una font d'aigua abundant en proporciona als dos nuclis. Més a l'est d'Adons hi ha, encara, dues cases anomenades la Beguda d'Adons.
El terreny és pedregós, ple de roques i penya-segats, amb poca terra, i de mala qualitat. Se'n conrea tan sols una quinzena part, que dona 3 a 1 per llavor. El sistema és de rompuda de bosc, per abandonar els conreus al cap d'alguns anys. Només es llauren sempre les més properes als pobles, i els horts de regadiu, que es reguen amb el sobrant de les fonts. Tenien molt de bosc, però el terreny accidentat el feia molt difícil d'explotar. S'hi produïa sègol, blat, ordi, patates, llegums, i hi havia ovelles, cabres i poc de bestiar boví. En total eren 8 veïns (cap de famílies) i 51 ànimes (habitants).

## Festivitat
- 22 de gener- Diada de Sant Vicenç. Actualment no se celebra, ja que el poble roman deshabitat.